# Gottfrid Gunnarsson
Johan Gottfrid Gunnarsson, född 17 maj 1866 i Djursdala socken, död 3 september 1944 i Malmö, var en svensk apotekare.
Gottfrid Gunnarsson var son till lantbrukaren August Gunnarsson. Han blev apotekselev 1885 och avlade farmacie studiosisexamen 1888 och apotekarexamen 1897. Gunnarsson tjänstgjorde därefter vid olika apotek till 1915, då han på grund av sjukdom under några år måste lämna apotekarbanan. 1916–1924 innehade han en kemikalieaffär i Arlöv, och 1920–1925 tjänstgjorde han tidvis på apoteken i Limhamn, Arlöv, Odensbacken och Svedala. Han innehade privilegium på apoteket i Vellinge 1925–1936. Gunnarsson ägnade sig åt botanisk forskning och företog ett flertal botaniska resor i Sverige och utomlands. Han hade särskilt anseende som en framstående kännare av björksläktet som han behandlade i Carl Lindmans Svensk fanerogamflora (1918, 2:a upplagan 1926). Efter nära trettio års studier utagav han Monografi över Skandinaviens Betulæ(1925, med tillägg 1935) som prisbelönades av Apotekarsocieteten. Han publicerade även ett arbete över Velligetraktens flora (1932). Gunnarsson är begravd på Östra kyrkogården i Malmö.